# Wolfgang Staudinger
Wolfgang Staudinger (* 8. September 1963 in Berchtesgaden) ist ein ehemaliger deutscher Rennrodler und heutiger -trainer.

## Leben
Staudinger begann seine Karriere 1978 und schon zu Beginn der 1980er Jahre bildete er ein erfolgreiches Duo mit Johannes Schettel. 1983 gewannen sie den deutschen Meistertitel. Danach wechselte Staudinger den Partner und bildete mit Thomas Schwab eines der erfolgreichsten Rennrodel-Doppelsitzer der 1980er Jahre. Ihr größter Erfolg war der Gewinn der Bronzemedaille bei den Olympischen Winterspielen 1988 in Calgary. Im selben Jahr wurden beide in Königssee Europameister im Doppelsitzer und mit der Mannschaft. Zudem wurden sie auch Deutscher Meister. Im Jahr zuvor gewannen sie bei den Weltmeisterschaften in Igls Bronze hinter Jörg Hoffmann/Jochen Pietzsch und Stefan Ilsanker/Georg Hackl. In der Saison 1986/87 gewannen sie auch den Gesamtweltcup der Doppelsitzer vor Ilsanker/Hackl und Hansjörg Raffl/Norbert Huber. Im Jahr davor waren sie Zweite der Gesamtwertung des Weltcups, 1982/83 Dritte. Viermal konnte das Duo Weltcuprennen für sich entscheiden. 1989 beendete er seine aktive Karriere.
Nach seiner aktiven Karriere wurde er Trainer. Zunächst betreute er drei Jahre lang das kanadische Team, anschließend war er als Trainer in den USA und Deutschland tätig. Er betreute unter anderem Robert Fegg und David Möller. Von 2007 bis 2022 war Staudinger erneut Cheftrainer des kanadischen Nationalkaders. Seine erste Aufgabe war, das Team auf die 2010 in Kanada stattfindenden Olympischen Winterspiele vorzubereiten. Seinen größten Erfolg mit dem kanadischen Team erreichte Staudinger bei den Olympischen Winterspielen 2018 mit der Bronzemedaille von Alex Gough im Einsitzer der Frauen und der Silbermedaille von Alex Gough zusammen mit Samuel Edney, Tristan Walker und Justin Snith in der Teamstaffel.
Im April 2022 wurde Staudinger vom koreanischen Rennrodelverband als Cheftrainer verpflichtet. Laut Park Ji-eun, Präsidentin des koreanischen Rennrodelverbandes, soll er in dieser Funktion das Team für die Olympischen Jugend-Winterspiele 2024 und die Olympischen Winterspiele 2026 vorbereiten.
Staudinger ist mit der früheren Rennrodlerin Marie-Claude Doyon verheiratet. Sie haben eine gemeinsame Tochter.